# Siapiccia
Siapiccia (sardisk: Siapicìa, Siipicìa) er en by og en kommune (comune) i provinsen Oristano i regionen Sardinien i Italien. Byen ligger i 64 meters højde og har 359 indbyggere (2016). Kommunen har et areal på 17,93 km² og grænser til kommunerne Allai, Fordongianus, Ollastra, Siamanna og Simaxis.